# Aleksandr Twardowski
Aleksandr Trifonowicz Twardowski (ros. Александр Трифонович Твардовский; ur. 8 czerwca?/21 czerwca 1910 we wsi Zagorje, gubernia smoleńska, Imperium Rosyjskie, zm. 18 grudnia 1971 w miejscowości Krasnaja Parcha pod Moskwą –  rosyjski poeta, publicysta, dziennikarz. Redaktor naczelny miesięcznika „Nowyj Mir”(1950–1954 i 1958–1970), któremu nadał rangę najważniejszego pisma literackiego w ZSRR.

## Życiorys
Od 1924 pracował jako korespondent wiejskich gazet, w latach 1930–1936 studiował w Smoleńskim Instytucie Pedagogicznym, a 1936–1939 w Moskiewskim Instytucie Historii, Filozofii i Literatury. Od 1939 do 1945 był korespondentem wojennym Armii Czerwonej (także podczas agresji ZSRR na Polskę  i Finlandię w 1939–1940). W 1940 został członkiem WKP(b), był sekretarzem Zarządu Związku Pisarzy ZSRR (ponownie od 1959 do końca życia). Przyczynił się w wydatny sposób do publikacji na łamach  „Nowego Miru” sensacyjnego, jak na owe czasy, łagrowego opowiadania „Jeden dzień Iwana Denisowicza” Aleksandra Sołżenicyna. Zgodę wydał osobiście Nikita Chruszczow . Od 14 października 1952 do 14 lutego 1956 był członkiem Centralnej Komisji Rewizyjnej KPZR, w latach 1963–1968 wiceprzewodniczącym Europejskiego Stowarzyszenia Pisarzy, a od 31 października 1961 do 29 marca 1966 zastępcą członka KC KPZR. Pochowany na Cmentarzu Nowodziewiczym w Moskwie

## Wybrana twórczość

### Poematy
- 1931 – Put' k socializmu (ros. Путь к социализму)
- 1934–1936 – Strana Murawija (ros. Страна Муравия)
- 1941–1945 – Wasilij Tiorkin(inne języki) (ros. Василий Тёркин)
- 1946 – Dom u dorogi (ros. Дом у дороги)
- 1987 – Prawem pamięci[3] (ros. По праву памяти)
- Lenin i piecznik (ros. Ленин и печник)
- Za dalą dal(inne języki)[4] (ros. За далью — даль)
- Tiorkin na tom swietie(inne języki) (ros. Тёркин на том свете)
- Ja ubit pod Rżewom (ros. Я убит под Ржевом)

### Zbiory wierszy
- 1939 – Czas nastał (ros. Час настал)
- 1969 – Iz liriki etich let. 1959-1968 (ros. Из лирики этих лет. 1959—1968)

### Publicystyka
- Kak był napisan "Wasilij Tiorkin" (ros. Как был написан „Василий Тёркин“)

## Nagrody i odznaczenia
- Order Lenina (trzykrotnie)[5]
- Nagroda Państwowa ZSRR (1971)
- Nagroda Stalinowska (trzykrotnie, 1941, 1946 i 1947)
- Nagroda Leninowska (1961)
- Order Czerwonego Sztandaru Pracy (1970)
- Order Wojny Ojczyźnianej I klasy
- Order Wojny Ojczyźnianej II klasy
- Order Czerwonej Gwiazdy